# Solms-laubachia linearifolia
Solms-laubachia linearifolia är en korsblommig växtart som först beskrevs av William Wright Smith, och fick sitt nu gällande namn av Otto Eugen Schulz. Solms-laubachia linearifolia ingår i släktet Solms-laubachia och familjen korsblommiga växter. Inga underarter finns listade i Catalogue of Life.